# Václav Kamír
Václav Kamír (* 9. dubna 1943) je bývalý český fotbalista, záložník a útočník.

## Fotbalová kariéra
V československé lize hrál za Dynamo Praha a Škodu Plzeň. Nastoupil v 84 ligových utkáních a dal 7 ligových gólů. V Poháru vítězů pohárů nastoupil ve 2 utkáních.

## Ligová bilance
| Ročník                                   | Zápasy | Góly | Klub         |
| ---------------------------------------- | ------ | ---- | ------------ |
| 1. československá fotbalová liga 1962/63 | 18     | 3    | Dynamo Praha |
| 1. československá fotbalová liga 1967/68 | 22     | 2    | Škoda Plzeň  |
| 1. československá fotbalová liga 1970/71 | 20     | 1    | Škoda Plzeň  |
| 1. československá fotbalová liga 1972/73 | 24     | 1    | Škoda Plzeň  |
| CELKEM                                   | 84     | 7    |              |